# کارل گوردون هنایز
کارل گوردون هنیز (به انگلیسی: Karl Gordon Henize) فضانورد اهل کشور ایالات متحده آمریکا است که در ۱۷ اکتبر ۱۹۲۶ میلادی در سینسینتی زاده شد. وی در مأموریت اس‌تی‌اس-۵۱-اف حضور داشته است.